# Mouvement national progressiste
Pour les articles homonymes, voir Mouvement national.
Le Mouvement national progressiste (en espagnol Movimiento Nacional Progresista), anciennement nommé Réseaux sociaux progressistes (en espagnol Redes Sociales Progresistas) jusqu'en 2022, est un parti politique colombien progressiste.

## Histoire
Le parti remporte les élections législatives du 10 mars 2002 parmi les petits partis.
Le parti prend également part aux élections législatives de 2006, remportant une place parmi les 166 places de députés, et ne remporte aucune place de sénateur.
Le parti est de peu d'importance au cours des élections de 2010.
Début 2022, le président du parti Réseaux sociaux progressistes annonce renommer le parti en Mouvement national progressiste.
En mars 2024, le parti rejoint la coalition Fuerza y Corazón por México (en) (es).

## Composition
Le parti comprend comme président Gustavo Petro et comme vice-président Francia Márquez